# Nusach
Nusach (in ebraico נוסח‎? nosaħ, pronuncia moderna nósakh o núsakh - plur. nuschaot o nusachim), è un concetto nell'Ebraismo che ha due significati distinti: uno è lo stile di un servizio liturgico di preghiera ebraica (Nusach Teiman, Nusach aschenazita, Nusach sefardita o Nusach Ari); l'altro è la melodia del servizio in base a dove il servizio venga celebrato.

## Significato del termine
Nusach significa principalmente "testo" o "versione", cioè le parole giuste di un testo religioso o di una liturgia. Quindi il nusach tefillah è il testo delle preghiere, in generale o quello usato da una comunità particolare. Nell'uso comune, nusach viene ora a significare l'intera tradizione liturgica della comunità, inclusa la parte musicale. È un esempio di minhag, che comprende le tradizioni ebraiche di tutti i tipi.

## Servizi liturgici

### Nusach aschenazita
Il Nusach aschenazita è lo stile di servizio liturgico condotto dagli ebrei aschenaziti, che provengono dell'Europa centrale e orientale. È il più breve come durata (eccetto che per il Nusach yemenita "Baladi").
Può essere suddiviso in branca tedesca, o occidentale, ("Minhag Askenaz"), usata in Europa occidentale e centrale, e branca polacca/lituana ("Minhag Polin"), usata in Europa orientale, negli Stati Uniti e tra gli aschenaziti, in particolare quelli che si identificano come "ebrei lituani", e in Israele. La forma utilizzata nel Regno Unito e nel Commonwealth, nota come "Minhag Anglia", è tecnicamente una sotto forma di "Minhag Polin", ma ha molte analogie con il rito tedesco.

### Nusach sefardita
Il Nusach sefardita è lo stile di servizio usato da alcuni ebrei di origine europea centrale ed orientale, specialmente i chassidim, che hanno adottato alcune usanze sefardite che emulano la pratica del circolo dei cabalisti di Isaac Luria (detto l'Ari), la maggioranza dei quali vivevano nella Terra d'Israele. Testualmente, è basato sul rito sefardita, ma per la melodia e il sentimento è predominantemente aschenazita.

### Nusach Ari
Nusach Ari è una variante del Nusach sefardita, usato dai chassidim di Chabad.

### Sephardi and Mizrachi nuschaot
Non esiste un solo Nusach generalmente riconosciuto dagli ebrei sefarditi ed ebrei mizrahì. Invece, sefarditi e mizrahim seguono alcuni nuschaot leggermente diversi ma strettamente connessi.
L'approccio più vicino ad un testo standard si trova nei siddurim stampati a Livorno dal 1840 fino agli inizi del XX secolo. Questi (e versioni successive stampate a Vienna) sono stati ampiamente utilizzati in tutto il mondo sefardita e mizrahi. Un'altra variante popolare è stato il testo conosciuto come Nusach ha-Hida, dal nome di Rabbi Chaim Joseph David Azulai (che era noto con l'acronimo Hida). Entrambe queste versioni sono state particolarmente influenti in Grecia, Turchia e Nord Africa. Tuttavia, la maggior parte delle comunità hanno avuto anche usanze non scritte che osservano invece di seguire esattamente i siddurim stampati.
Ci sono inoltre altre varianti liturgiche, che hanno subito l'influenza dei riti spagnoli, portoghesi ed italiani e mancano di elementi cabalistici.

### Nusach Teman
Il nusach "Teman" era lo standard tra gli ebrei yemeniti. È suddiviso in versione Baladi (puramente yemenita) e in versione Shami (di stile sefardita).
Entrambi i riti sono recitati usando la speciale pronuncia ebraica yemenita. Gli ebrei yemeniti, e alcuni studiosi, li considerano tra i più autentici e strettamente connessi all'ebraico dell'antico Israele.

## Nusach musicali
L'intero stile o la tradizione musicali di una comunità è a volte indicato come il  Nusach, ma questo termine è più spesso utilizzato in connessione con i canti usati per passi recitativi, in particolare, l'Amidah.
Molti dei passi del libro di preghiere ebraico, come ad esempio l'Amidah e i Salmi, sono cantati in modo recitativo piuttosto che letti con discorso normale o cantati con una melodia ritmica. Le recitazioni seguono un sistema di modi musicali, un po' simili ai maqāmāt della musica araba. Ad esempio, la pratica cantoriale aschenazita distingue una serie di Steiger (scale) intitolata secondo i nomi delle preghiere che vengono utilizzate più di frequente, come l`Adonoi moloch Steiger e il  Ahavoh rabboh Steiger. Le comunità ebree mizrahì, come quella siriana, utilizzano il sistema maqam completo.
Le scale utilizzate possono variare sia con la particolare preghiera che con la stagione liturgica. Per esempio, ci sono spesso modalità speciali per i grandi giorni festivi, e nella pratica siriana la scala utilizzata dipende dalla lettura biblica settimanale. In alcuni casi le melodie sono fisse, mentre in altri il lettore ha la libertà di improvvisazione.